# Orthosia imitabilis
Orthosia imitabilis är en fjärilsart som beskrevs av Márton Hreblay 1995. Arten ingår i släktet Orthosia och familjen nattflyn. Holotypen stammar från Azerbajdzjan men det förekommer även en paratyp från Turkmenistan.